# Tozeuma elongata
Tozeuma elongata is een garnalensoort uit de familie van de Hippolytidae. De wetenschappelijke naam van de soort is voor het eerst geldig gepubliceerd in 1904 door Baker.